# Sân bay Klagenfurt
Sân bay Klagenfurt (IATA: KLU, ICAO: LOWK/LOXK) là một sân bay quốc tế ở bang Carinthia, Áo. Sân bay này nằm ở phường Annabichl, cách trung tâm thành phố Klagenfurt 3 km.
Trong đệ nhất thế chiến và đệ nhị thế chiến, đây là một sân bay quân sự và thực sự sân bay Klagenfurt được thiết lập năm 1914 làm sân bay quân sự. Việc sử dụng cho mục đích dân sự bắt đầu ngày 17 tháng5 năm 1925.

## Các hãng hàng không và các tuyến điểm
- Austrian Airlines vận hành bởi Austrian Arrows (Wien)
- Austrian Airlines vận hành bởi Lauda Air (Antalya, Naxos, Rhodos)
- Lufthansa vận hành bởi Contact Air (Munich)
- Ryanair (London-Stansted)
- TUIfly (Berlin-Tegel, Cologne/Bonn, Hamburg, Hannover)